# Le Laboratoire de Dexter
Vous lisez un « bon article » labellisé en 2013.
Pour les articles homonymes, voir Dexter.
Le Laboratoire de Dexter (Dexter's Laboratory, abrégé en Dexter's Lab) est une série d'animation américaine, créée par Genndy Tartakovsky, produite par Cartoon Network Studios et initialement diffusée aux États-Unis sur la chaîne de télévision Cartoon Network entre le 28 avril 1996 et le 20 novembre 2003. En France, la série a été diffusée à partir du 5 septembre 1999 sur France 3 dans l'émission Les Minikeums, sur Cartoon Network, Gulli et Boing jusqu'en 2015. La série met en scène un garçon surdoué nommé Dexter, créateur et détenteur d'un laboratoire secret composé d'un très grand nombre d'inventions. Il est constamment harcelé par sa grande sœur Dee Dee qui arrive toujours à accéder à son laboratoire, ainsi que par son voisin et ennemi juré Mandark. Les deux premières saisons de la série se constituent de trois parties épisodiques : le premier étant Le Laboratoire de Dexter, qui se base sur l'univers du jeune prodige et scientifique Dexter, le second Momo le singe, mettant en scène les exploits du singe superhéros et cobaye de Dexter, et le troisième Les Frères Justice, se basant sur un trio de superhéros locataires d'un même appartement.
Tartakovsky, créateur et concepteur de la série, réalise son tout premier court-métrage, inspiré d'un projet qu'il avait réalisé durant ses études à la CalArts, plus tard diffusé dans l'émission innovatrice des studios Hanna-Barbera originellement intitulée What a Cartoon!. Trois courts-métrages sont réalisés entre 1995 et 1996 puis, à la suite de leur franc succès et d'une audience de plus en plus grandissante, une première saison composée de treize épisodes est produite. Dès 1999, la série compte un total de 52 épisodes et un téléfilm d'animation. Par la suite, la chaîne relance l'émission en 2001, cette fois réalisée par une équipe de production différente ; la série s'achève en 2003.
La série d'animation devient rapidement l'une des séries originales les plus populaires de la chaîne Cartoon Network. Elle est positivement accueillie par l'ensemble des critiques, des rédactions, et de l'audience générale. Durant sa diffusion, la série est proposée pour quatre Primetime Emmy Awards, quatre Golden Reel Awards, et neuf Annie Awards, et récompensée de trois Annie Awards. La série est également notable pour avoir su lancer la carrière de cartoonistes tels que Craig McCracken (Les Supers Nanas, Foster, la maison des amis imaginaires et Wander), Seth MacFarlane (Les Griffin, American Dad! et The Cleveland Show), Butch Hartman (Mes parrains sont magiques, Danny Fantôme, TUFF Puppy et Bunsen est une bête), et Rob Renzetti (Jenny Robot). Plusieurs médias et produits ont été inspirés de la série, créant ainsi une franchise, incluant une série de comic books, des DVD et cassettes vidéo, des albums musicaux, des jouets, des figurines, et des jeux vidéo, entre autres.

## Scénario

### Segment principal
La série se centre sur Dexter, un petit garçon roux âgé de 11 ans, surdoué, portant des lunettes et vêtu d'une blouse blanche, créateur et détenteur d'un laboratoire secret équipé d'une technologie avancée et sophistiquée, dont la principale entrée se situe derrière la bibliothèque de sa chambre,. L'accès à ce laboratoire est uniquement ordonné à l'aide de mots de passe vocaux ou de quelques manipulations à exécuter (comme tirer un livre spécifique). Dexter est en conflit permanent avec sa grande sœur, Dee Dee, une jeune fille blonde de 13 ans habillée en danseuse de ballet, qui arrive d'une façon mystérieuse à toujours accéder à son laboratoire malgré les tentatives de Dexter pour l'en empêcher,,. Habituellement, Dee Dee, une fois à l'intérieur du laboratoire, s'amuse à détruire les créations de son petit frère comme en appuyant sur un bouton d'autodestruction. Malgré son esprit plutôt simple, Dee Dee arrive de temps à autre à réfléchir d'une manière plus rationnelle que Dexter, ou lui donne parfois même des conseils. Dee Dee joue occasionnellement avec deux autres filles de son âge, Lee Lee et Mee Mee, et possède également un ami imaginaire du nom de Koosalagoopagoop, ou simplement Koosy, un joyeux monstre jaune anthropomorphe.
Dexter vit dans une famille américaine banale et stéréotypée, dans laquelle le père occupe le rôle d'employé de bureau, et la mère de femme au foyer. Dexter, malgré son intelligence surdimensionnée, échoue la plupart du temps dans ce qu'il entreprend. Il réussit, néanmoins, à garder son laboratoire secret aux yeux de ses parents qui, d'une manière souvent comique et récurrente, ne parviennent ni à remarquer ni à se douter de l'existence de son laboratoire,,. Dans la version originale de la série, et bien que sa famille soit américaine, Dexter parle avec un accent russe ; cet accent a été ajouté par le créateur de la série Genndy Tartakovsky, à l'origine immigré russe, du fait que le personnage s'inspire de son enfance. De plus, de temps à autre, Dexter se confronte à son voisin et ennemi juré, Susan « Mandark » Astronomonov, un jeune petit génie qui, comme Dexter, possède un laboratoire secret,,.

### Segments épisodiques
Le Laboratoire de Dexter se constitue à l'origine de trois segments épisodiques (ou épisodes indépendants) de sept minutes chacun, dont deux récurrents dans les deux premières saisons. Le segment principal met en scène l'univers et la trame de Dexter et de sa famille. Les deux autres segments, occasionnellement diffusés, qui s'intitulent Momo le singe et Les Frères Justice, apparaissent durant la première moitié et la seconde moitié de la première saison, respectivement. Des personnages de Momo le singe ou du Laboratoire de Dexter apparaissent de temps à autre dans Les Frères Justice et vice versa. De temps à autre, un mini-segment originellement intitulé The Puppet Pals était diffusé avec deux marionnettes vraisemblablement parodies des personnages Ernest et Bart de la série 1, rue Sésame.
Momo le singe (version originale : Dial M for Monkey) se centre sur l'animal domestique et singe de laboratoire, Momo, dont Dexter pense qu'il ne s'agit que d'un singe ordinaire. Cependant, Momo possède secrètement des super-pouvoirs et la capacité de combattre le mal,. Momo est généralement accompagné d'une coéquipière et d'une équipe de superhéros menée par un commandant général. La véritable identité de Momo est révélée à Dexter dans l'épisode La Bataille finale, mais la mémoire de Dexter est par la suite effacée. Momo le singe a été créé par Genndy Tartakovsky, Craig McCracken et Paul Rudish.
Les Frères Justice (The Justice Friends) mettent en avant les mésaventures d'un trio de superhéros — Capitaine USA (personnage parodiant Captain America et Superman), Valhallen (personnage parodiant Thor et Eddie Van Halen), et Krunk (personnage parodiant l'Incroyable Hulk) — vivant ensemble dans un même appartement. Ce segment se présente comme une sitcom, comportant des rires enregistrés ; Genndy Tartakovsky, lors d'une entrevue avec IGN explique s'être inspiré des Marvel Comics, et sa déception concernant ce que sont devenus Les Frères Justice notant que « la série aurait pu être plus drôle, et la personnalité des personnages plus étoffée. »

## Production

### Développement

Logo original de la chaîne américaine Cartoon Network, sur laquelle Le Laboratoire de Dexter est initialement diffusé en deux épisodes pilotes en 1995.

La série s'inspire initialement d'un dessin du créateur Genndy Tartakovsky représentant une grande fille mince habillée en danseuse de ballet,. Genndy décide par la suite d'accompagner ce dessin avec un personnage graphiquement opposé, petit et physiquement carré, nommé Dexter, qui s'inspire de son frère aîné, Alex. L'animation de la série Le Laboratoire de Dexter est influencée par le court-métrage originellement intitulé The Dover Boys at Pimento University des séries Merrie Melodies. Cependant, la série en elle-même est mise en scène d'un point de vue cinématographique par image élargie, plutôt que par image rapprochée, pour laisser de l'espace et de la profondeur dans les gags et actions. Tartakovsky se disait également inspiré des courts-métrages d'animation Warner Bros., Hanna-Barbera, UPA, et de l'animation japonaise. Il explique également que le personnage de Dexter a été dessiné aussi simplement que possible — carré, de petite taille, entouré d'un épais contour noir, et avec relativement peu de détail physique. Sachant qu'il a créé ce personnage pour une continuité télévisée, il a intentionnellement limité le design des personnages à un certain niveau, de prime abord avec le nez et la bouche, puis avec un style d'animation simple et similaire à celui d'Hanna-Barbera.

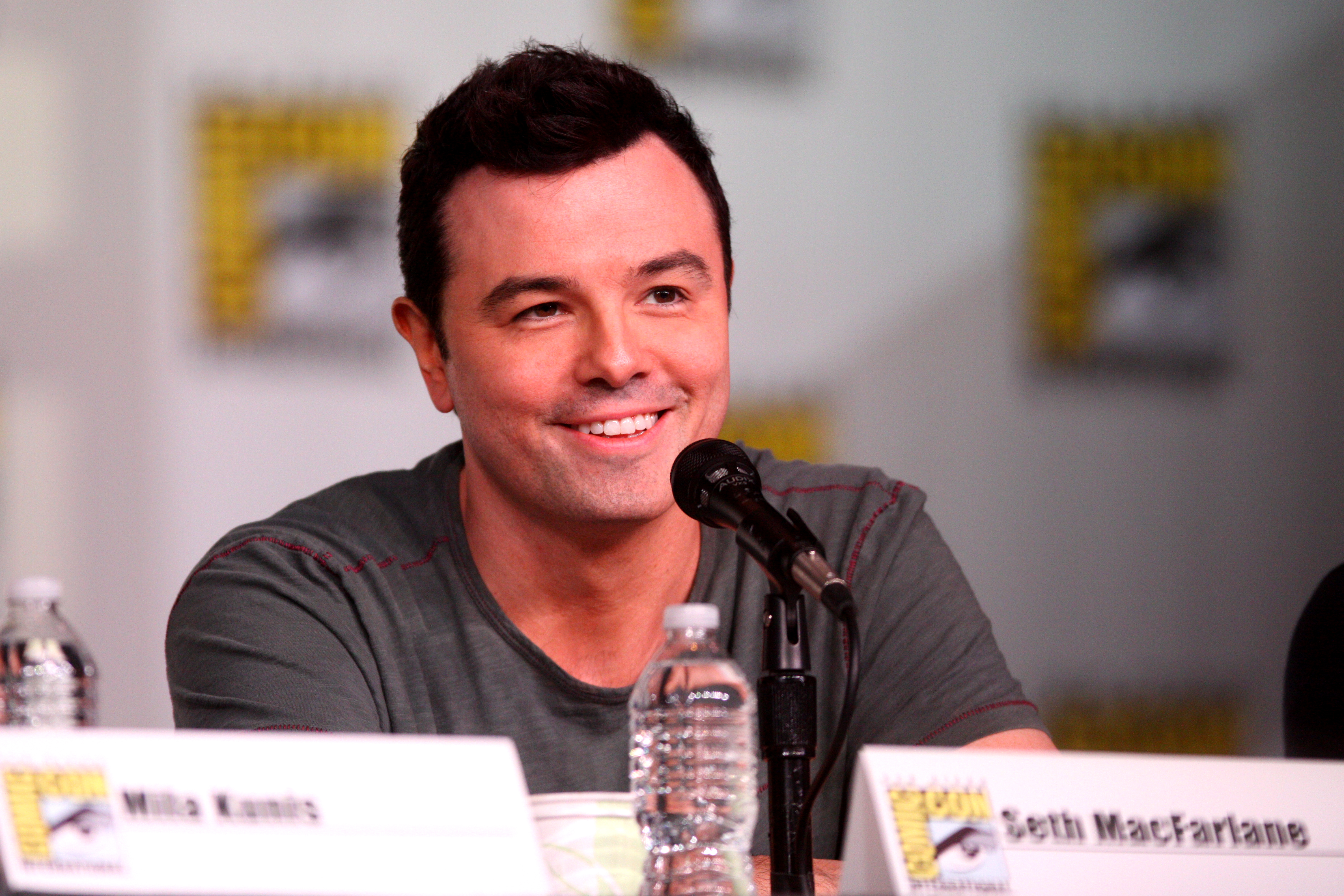
Seth MacFarlane, créateur de la série Les Griffin notamment, fut l'un des nombreux membres de production du Laboratoire de Dexter,.

Le Laboratoire de Dexter, et d'autres séries d'animation telles que Cléo et Chico, Johnny Bravo, Les Supers Nanas, et Courage, le chien froussard font désormais partie d'une programmation de séries innovatrices « centrées sur de nouveaux personnages » sur Cartoon Network. Après son inscription à la California Institute of the Arts (CalArts) en 1990 pour y étudier l'animation, Tartakovsky réalise, anime et produit deux épisodes pilotes qui deviendront les premières bases de la série,. Le premier épisode pilote, à l'origine intitulé Le Laboratoire de Dexter, est diffusé dans l'émission What a Cartoon!, à l'époque nommée World Premiere Toons, le 26 février 1995. Dans cette émission, les téléspectateurs devaient voter pour les courts-métrages dont ils en souhaitaient voir la continuité ; à cette période, le premier court-métrage choisi est Le Laboratoire de Dexter, qui sera rallongé en treize épisodes dès août 1995. La série est diffusée pour la première fois en une durée d'une demi-heure en 1996, accompagnée d'une campagne publicitaire effectuée par les chaînes TNT, TBS et Cartoon Network. Une fois la première saison achevée, la doubleuse officielle de Dee Dee et camarade de Tartakovsky depuis le lycée, Allison Moore, quitte la série car désintéressée par le doublage ; de ce fait, le doublage est confié à Kathryn Cressida. Christine Cavanaugh, doubleuse officielle de Dexter, retirée du monde du doublage, quant à elle, cède sa place à Candi Milo.
Le Laboratoire de Dexter achève sa diffusion en 1998 après deux saisons, avec une seconde saison qui compte 39 épisodes, un record notable pour Cartoon Network Studios, et dont le dernier épisode, La Bataille finale, occupe intégralement 25 minutes du temps d'antenne. En 1999, Tartakovsky s'implique pour la toute dernière fois dans la série, avec la réalisation du téléfilm d'animation Le Laboratoire de Dexter: Ego Trip,. Le téléfilm, plutôt bien accueilli par l'ensemble des critiques et des fans, suit Dexter dans sa quête pour découvrir ses futures réussites, et sa rencontre avec ses « doubles du futur. » Christine Cavanaugh remporte un Annie Award pour le doublage original de Dexter dans la catégorie « doublage féminin dans une série d'animation. » La série est relancée en 2001 avec de nouvelles saisons produites par une différente équipe de production, sans la présence de Tartakovsky qui est, à cette même période, occupé à la réalisation de Samouraï Jack et Star Wars: Clone Wars,,. Dès la troisième saison, Chris Savino se charge de remplacer Tartakovsky à la réalisation, et acquiert, dès la quatrième saison, plus de contrôle comme le budget de la série. Les autres membres de l'ancienne équipe de production, MacFarlane et Hartman, ont quitté Time Warner pour réaliser Les Griffin et Mes parrains sont magiques, respectivement,. Ces deux nouvelles saisons présentent un design graphique différent, quelques changements dans le scénario et la consistance, en plus de différents effets sonores. Pour finir, toute l'équipe de production se composait des cartoonistes Genndy Tartakovsky, Rumen Petkov, Craig McCracken, Seth MacFarlane,, Butch Hartman, Rob Renzetti, Paul Rudish, John McIntyre et Chris Savino.

### Épisodes
La série Le Laboratoire de Dexter est initialement diffusée du 28 avril 1996 au 20 novembre 2003 sur la chaîne de télévision Cartoon Network aux États-Unis. Elle compte un total de 4 saisons composées de 78 épisodes. Deux épisodes pilotes ont été réalisés spécialement pour le projet World Premiere Toons diffusé entre 1995 et 1996 sur la chaîne, puis choisis pour une continuité qui devait se terminer jusqu'en 1999 ; un téléfilm d'animation intitulé Ego Trip suivra en 1999, et la série sera temporairement arrêtée. Cette dernière est de nouveau relancée en 2001, avec 26 épisodes, et s'achève en 2003. Un épisode promotionnel intitulé La chair de poule est diffusé au cinéma avant le début des Supers Nanas, le film en 2002, puis à la télévision dans la quatrième saison de la série. Le 16 novembre 2001, Cartoon Network lance un marathon télévisé de douze heures intitulé Dexter Goes Global dans 96 pays et en 12 langues différentes. Le marathon présentait des épisodes du Laboratoire de Dexter sélectionnés par les téléspectateurs avec quelques épisodes de la troisième saison. Le 16 janvier 2006 aux États-Unis, la série est rediffusée sur la chaîne sœur de Cartoon Network, Boomerang ; l'occasion est marquée par un marathon de 12 heures célébrant le Martin Luther King Day. Le 30 mars 2012, la série est de nouveau rediffusée dans une émission nord-américaine intitulée Cartoon Planet.
La série a également été adaptée puis diffusée à l'international, dont les pays francophones. En France, la série a été diffusée le 5 septembre 1999 sur France 3 dans l'émission La Bande à Dexter présentée par Les Minikeums,, et sur Cartoon Network de 1999 à 2009 qui lancera entretemps une émission de télévision matinale intitulée Les Matins de Dexter. La série est rediffusée de 2010 à 2012 sur Gulli, en 2012 sur France 3 dans Bunny Tonic et depuis 2010 sur Boing,. Au Canada, la série a été diffusée sur Télétoon aux alentours de 1998, puis rediffusée le 4 juillet 2012 à la création de la version canadienne de Cartoon Network,.

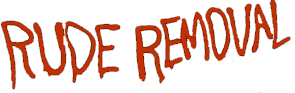
Titre original de l'épisode controversé Rude Removal.

Aux États-Unis, deux épisodes controversés, parties intégrantes de la série, ont été interdits de diffusion. Le premier épisode, intitulé Barbequor du segment Momo le singe, a été supprimé par Cartoon Network après sa première diffusion. L'épisode montrait un personnage du nom de Trophée en Argent, une parodie du Surfeur d'Argent perçue par Cartoon Network comme un stéréotype homosexuel, ; malgré sa censure américaine, Barbequor a été doublé en français. Le deuxième épisode, originellement intitulé Rude Removal du segment Le Laboratoire de Dexter n'a pas été diffusé sur la chaîne. L'épisode mettait en scène deux clones de Dexter et Dee Dee, provenant de la « machine anti-injure » inventée par Dexter qui devait à la base censurer toutes leurs insultes. Cet épisode n'a été montré que lors de quelques festivals d'animation, mais n'a jamais été diffusé sur la chaîne à cause de grands nombre d'insultes, même censurées, recensées. Linda Simensky, à cette période future vice-présidente de la programmation Cartoon Network explique que « l'épisode est drôle, mais ferait mieux d'être diffusé pendant la nuit. » Fred Seibert, président de Hanna-Barbera Cartoons de 1992 à 1996, atteste l'existence de cet épisode. En 2012, la chaîne Adult Swim demande à ses fans sur Twitter si l'épisode devrait être diffusé sur la chaîne, les fans ayant massivement répondu oui,. L'épisode est finalement diffusé sur le site de partage vidéo YouTube et sur le site officiel d'Adult Swim le 22 janvier 2013.

## Distribution

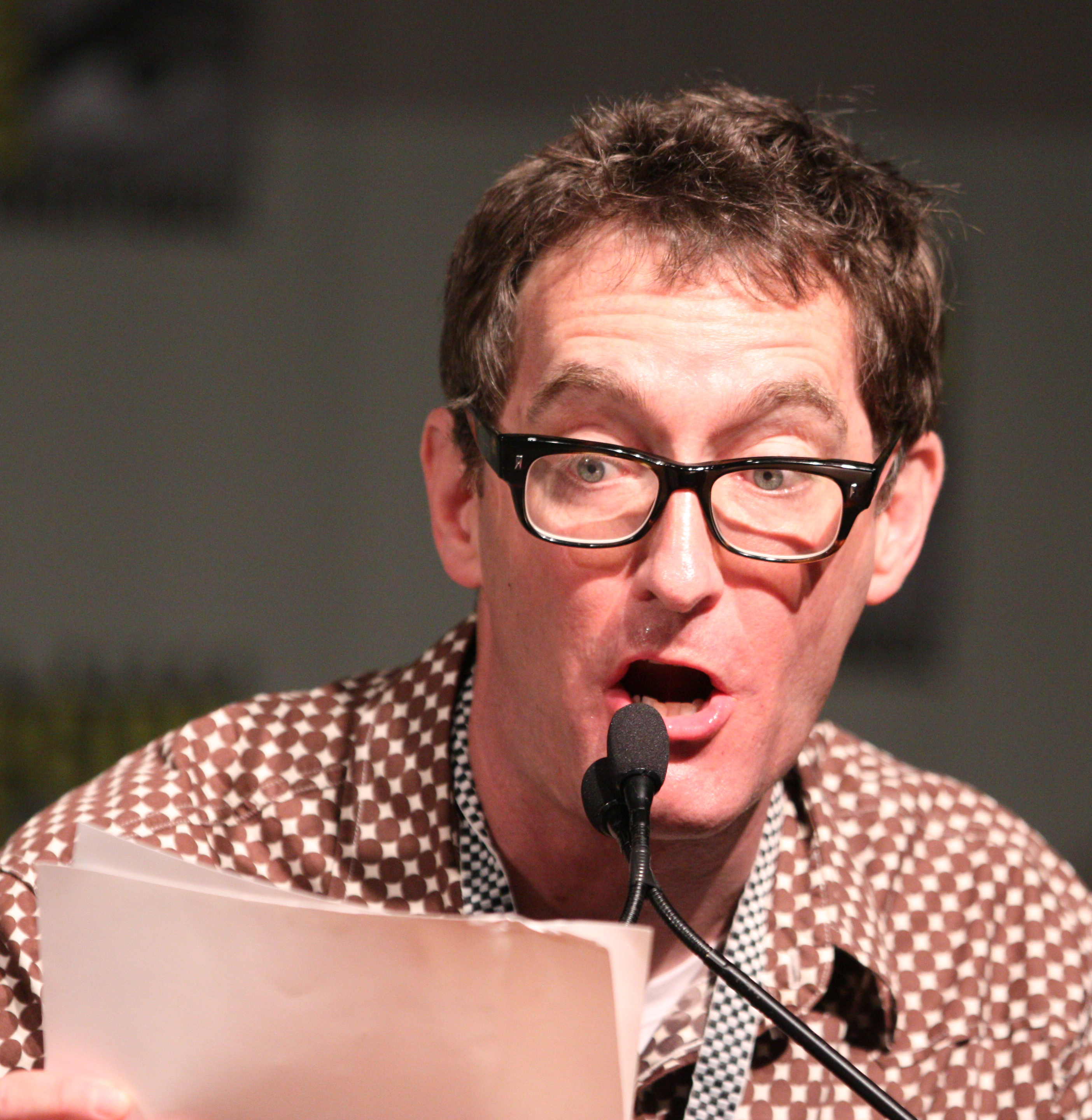
Tom Kenny, voix originale de Valhallen dans le segment Les Frères Justice.

### Voix originales
- Christine Cavanaugh : Dexter (saisons 1-2)
- Candi Milo : Dexter (saisons 3-4)
- Allison Moore : Dee Dee (saisons 1 et 3)
- Kathryn Cressida : Dee Dee (saisons 2 et 4)
- Kath Soucie : Maman
- Jeff Bennett : Papa
- Eddie Deezen : Mandark
- Rob Paulsen : Capitaine USA
- Tom Kenny : Valhallen
- Frank Welker : Krunk

Sources : IMDb, TV;com, Sens critique

### Voix françaises
- Marc Saez : Dexter
- Dorothée Pousséo : Dee Dee
- Véronique Picciotto : Maman
- Laurent Morteau : Papa
- Natacha Gerritsen: Mandark
- Roland Timsit : Capitaine USA
- Christophe Lemoine : Valhallen
- Jean-François Aupied : Action Hank
- Achille Orsoni : Orgon Grindor
- René Morard : l'électricien
- Bruno Carna : M. Caniche
- Christian Pélissier, Alexandre Aubry, Yann Pichon, Bérangère Jean : voix additionnelles

Sources : Sens critique

## Médias
La série Le Laboratoire de Dexter ayant gagné en popularité depuis sa première diffusion sur la chaîne de télévision Cartoon Network, de nombreux produits dérivés à son effigie ont été commercialisés sous de nombreuses formes, initialement sur le marché nord-américain. Ces médias incluent parmi tant d'autres, une série de comic books, des DVD et cassettes vidéo, des albums musicaux, des jeux vidéo, des jouets, et des figurines promotionnelles offertes dans des branches de restauration rapide comme Subway, et Dairy Queen. Chez certaines célébrités et haut placés, Le Laboratoire de Dexter est une série positivement accueillie,,,. Mike Lazzo, à cette période futur programmeur de la chaîne, confie que cette série était sa préférée parmi les 48 autres proposées, commentant que « la rivalité frère et sœur et toujours aussi amusante, ». La présidente de Cartoon Network, Betty Cohen, confie également qu'il s'agit de l'une de ses séries préférées. Le rappeur Coolio, fan de la série également, confie avoir pris plaisir à composer la musique de la série, et explique en ces termes : « Je regarde beaucoup de cartoons avec mes gamins. Je regarde plus de cartoons que de films. »

### VHS et DVD
Initialement, plusieurs cassettes vidéo (VHS) sont commercialisées en Europe et en Amérique du Nord. Le premier volume contenant les douze premiers épisodes est publié le 27 mars 2000 en Europe, suivi plus d'un autre, originellement intitulé Greatest Adventures contenant huit épisodes est commercialisé le 3 juillet 2001. Le téléfilm Ego Trip, quant à lui, est commercialisé le 7 novembre 2000 en Europe, et le 23 juillet 2001 en Amérique du Nord. Plus tard, la société Warner Bros. explique lors d'une entrevue en 2006 sa « conversation avec Cartoon Network » concernant des adaptations en DVD concernant de nombreuses séries d'animation de la chaîne, dont Le Laboratoire de Dexter. La première saison est distribuée en DVD en Amérique du Sud et en Australie le 13 février 2008, et le 12 octobre 2010 en Europe par Warner Home Video,, ; il s'agit de la troisième commercialisation officielle d'une série Cartoon Cartoons en DVD, sous le nom de Cartoon Network Hall of Fame. Avec le temps, l'épisode annulé de diffusion intitulé Barbequor du segment Momo le singe, est remplacé par Histoire de Chien, un épisode de la seconde saison. La série intégrale, à l'exception du téléfilm Ego Trip et de l'épisode controversé Rude Removal, est mise à disposition des internautes sur le site de ventes iTunes en 2010.
Certains épisodes sont également présentés dans des cassettes vidéo et DVD autres que ceux de la série principale. La cassette The Powerpuff Girls: Twisted Sister, publiée le 3 avril 2001 en Europe, présente l'épisode Histoire de Chien ; The Powerpuff Girls: Twas the Fight Before Christmas, publié le 7 octobre 2003 en Europe et le 8 novembre 2005 en Amérique du Sud et Océanie, présente l'épisode Dexter contre le Père Noël ; le DVD Scooby-Doo and the Toon Tour of Mysteries, publié en juin 2004 en Europe, présente les épisodes Mystère sous les branches, Les Cookies portent malheur et Des Photos compromettantes.

### Musiques
Plusieurs médias musicaux inspirés de la série ont été commercialisés incluant deux albums, le premier intitulé Dexter's Laboratory: The Musical Time Machine et le deuxième Dexter's Laboratory: The Hip-Hop Experiment, trois vidéoclips de hip-hop, et un quatrième vidéoclip de style anime avec le groupe They Might Be Giants et leur chanson Dee Dee and Dexter. Trois musiques du Laboratoire de Dexter ont été incluses dans trois compilations musicales Cartoon Network intitulées Cartoon Medley. Dans la version originale de la série, les musiques ont été composées par Thomas Chase ; dans la version française, le générique de fin est chanté par Michel Barouille.
En 2012, un album indépendant du disc-jockey anglais mrSimon, intitulé Disruptor a été mise en ligne sur la plateforme Bandcamp. Il a été créé en hommage a la série d'animation Le Laboratoire de Dexter en utilisant des sons et des dialogues du dessin animé http://mrsimon.co.uk/album/disruptor

### Jeux vidéo
Six jeux vidéo inspirés de la série ont également été commercialisés incluant : Dexter's Laboratory: Robot Rampage sur Game Boy Color Dexter's Laboratory: Chess Challenge sur Game Boy Advance, Dexter's Laboratory: Deesaster Strikes!, également sur Game Boy Advance, Dexter's Laboratory: Le Labo de Mandark sur PlayStation, Dexter's Laboratory: Science Ain't Fair sur PC, et Dexter's Laboratory: Security Alert! application sur téléphone mobile. Dexter, Mandark, Dee Dee, l'unité centrale de Dexter, et Captain USA, ainsi que l'environnement et les inventions de la série ont été représentés dans le MMORPG FusionFall,. De nombreux personnages de la série sont également inclus dans les jeux vidéo Cartoon Network Racing et Cartoon Network : Le Choc des héros.
Dans MultiVersus, le laboratoire de Dexter est disponible comme un stage depuis le 28 mai 2024, Dee Dee apparaît également comme personnage non jouable dans ce stage. Dexter n'apparaîtra cependant pas dù à la fermeture des serveurs le 30 mai 2025.

### Autres
DC Comics s'est occupé de la commercialisation de 34 comic books inspirés de la série entre 1999 et 2003. En février 2013, IDW Publishing annonce un partenariat avec Cartoon Network pour la production de comics inspirés des séries originales de la chaîne. Le Laboratoire de Dexter est l'un des premiers titres annoncés pour une première publication,.
En 1997 et 1999, respectivement, les chaînes de restauration américains Wendy's et Subway font la promotion de jouets à collectionner inspirés du Laboratoire de Dexter inclus dans leur menu pour enfants. La promotion chez Subway, effectuée du 23 août au 3 octobre, attribuait aux gagnants du tirage au sort des DVD de la série et un ordinateur,. La société de jouets Trendmasters commercialise des figurines et des jeux de société inspirés de la série en 2001,. Également, six figurines promotionnelles sont offertes dans le menu enfants chez Dairy Queen en mai 2001. Certains épisodes de la série sont également sortis sur VideoNow à partir de 2004.

## Accueil

### Critiques et rédactions
Dès son lancement, Le Laboratoire de Dexter est l'une des séries originales Cartoon Network les plus acclamées, connaissant une très forte audience entre 1996 et 1997. En 1996, la série est élue « meilleur cartoon de l'année » par les téléspectateurs. Au niveau international, la série a reçu une mention spéciale pour son script au festival d'animation Cartoons on the Bay en Italie. Dès 1998, le personnage de Dexter se popularise assez pour apparaître avec d'autres personnages iconiques à la Macy's Thanksgiving Day Parade, et dans le film Babe, le cochon devenu berger, dans lequel Christine Cavanaugh y reprend le doublage original. La série occupe également 20 % de l'audience sur Cartoon Network durant l'été 1999. Le 7 juillet 2000, la série, desservie dans 2 millions de foyers, atteint une forte audience dans 3,1 % des ménages, chez 7,8 % des téléspectateurs âgés entre 2 et 11 ans, et 8,4 % des téléspectateurs âgés entre 6 et 11 ans. Le 31 juillet 2001, elle atteint son pic d'audience dans 2,9 % des ménages et la mieux desservie (chez 2 166 000 des foyers) par la chaîne Cartoon Network cette même année.
Le Laboratoire de Dexter est également positivement accueillie par l'ensemble des critiques et rédactions. Deirdre Sheppard, du site Common Sense Media, cependant, attribue à la série une note de deux étoiles sur cinq en commentant qu'« il y a beaucoup de violence dans ce cartoon. Dans un épisode, par exemple, Dexter est ses amis jouent à un jeu de rôle interactif avec des personnages de style Robin des Bois et mages combattant des dragons à l'aide d'épées et de flèches. Comme si ce n'était pas suffisant, à un certain moment dans l'épisode, le dragon est attaché et devient en quelques secondes une piñata qui se fait trancher la tête avec des bonbons qui en sortent. La trame est bien conçue, mais ce type de violence par moments représenté en est presque choquant. » En 2009, la série est classée 72e des meilleures séries d'animation par IGN, suivie d'un commentaire : « ciblé et immédiatement accessible aux enfants, Le Laboratoire de Dexter fait partie d'une nouvelle génération de séries animées qui joue à deux niveaux, drôle aussi bien pour les enfants que pour les adultes. Dans le top 10 de 2012 établi par Entertainment Weekly, la série est classée à la quatrième place des séries préférées Cartoon Network ».

### Distinctions
La série Le Laboratoire de Dexter a été récompensée à maintes reprises. En 1995, elle est récompensée aux Annie Awards dans la catégorie « Meilleur scénario pour un court-métrage d'animation » pour l'épisode pilote Le Laboratoire de Dexter aux studios Hanna-Barbera. En 1997, elle est de nouveau récompensé d'un Annie cette fois dans la catégorie « Meilleure trame d'une production télévisée » pour l'épisode Mon royaume pour une barbe impliquant Jason Butler Rote et Paul Rudish. En 2000, elle remporte encore un Annie cette fois dans la catégorie « Meilleure actrice de doublage » pour l'actrice Christine Cavanaugh dans le téléfilm Ego Trip.
La série a également été nommée à de nombreuses reprises. En 1995, Genndy Tartakovsky est nommé d'un Annie dans la catégorie « Meilleur storyboard dans le domaine de l'animation ». La même année, la série est nommée aux Primetime Emmy Awards dans la catégorie « Meilleur programme d'animation » pour l'épisode pilote Le Laboratoire de Dexter impliquant Buzz Potamkin, Genndy Tartakovsky et Larry Huber. L'année suivante, en 1996, elle est nommée aux Primetime Emmys dans la catégorie « Meilleur programme d'animation » pour l'épisode pilote La Grande Sœur impliquant Larry Huber, Genndy Tartakovsky, Craig McCracken et Paul Rudish. En 1997, elle est nommée aux Annie Awards dans quatre différentes catégories : « Meilleur programme d'animation » (Hanna-Barbera), « Meilleure musique pour une production télévisée » (Thomas Chase et Steve Rucker), « Meilleure série télévisée » (Genndy Tartakovsky pour l'épisode Partie de bras de fer) et « Meilleure actrice de doublage » (Christine Cavanaugh). La même année, elle est nommée aux Primetime Emmys dans la catégorie « Meilleur programme d'animation » pour les épisodes Super héros cherche assistant(e), Les Frères Justice, Le Maître du virtuel impliquant Sherry Gunther, Larry Huber, Craig McCracken, Genndy Tartakovsky et Jason Butler. En 1998, elle est nommée aux Annie Awards dans les catégories « Meilleur programme d'animation » (Hanna-Barbera), « Meilleure actrice de doublage » (Christine Cavanaugh), et « Meilleure musique pour une série d'animation » (David Smith, Thomas Chase, et Steve Rucker pour l'épisode Mélomania). Elle est nommée la même année aux Golden Reel Awards 1998 dans la catégorie « Meilleur montage sonore pour une série d'animation — Musique ». Encore en 1998, elle est nommée aux Primetime Emmys 1998 dans la catégorie « Meilleur programme d'animation » pour les épisodes Dyno-Mite et Mélomania impliquant Davis Doi, Genndy Tartakovsky, Jason Butler Rote et Michael Ryan.
En 2000, la série est nommée dans la catégorie « Meilleur programme d'animation diffusé en primetime ou la nuit ». En 2002, elle est nommée aux Golden Reel Awards 2002 dans la catégorie « Meilleur montage sonore pour une série d'animation — Musique » pour les épisodes Télépathe qui croyait prendre, Une histoire de Quoin Quoin, et MaMandark, impliquant Roy Braverman et William Griggs. Enfin, en 2004, elle est de nouveau nommée aux Golden Reel Awards dans la catégorie « Meilleur montage sonore pour une série d'animation — Musique » pour l'épisode Les Fous du volant de Dexter impliquant Brian F. Mars et Roy Braverman).